# Bathyphantes chico
Espèce
Bathyphantes chico est une espèce d'araignées aranéomorphes de la famille des Linyphiidae.

## Distribution
Cette espèce est endémique d'Oregon aux États-Unis,.

## Description
La femelle holotype mesure 2,3 mm et le mâle paratype 2,0 mm.

## Publication originale
- Ivie, 1969 : North American spiders of the genus Bathyphantes (Araneae, Linyphiidae). American Museum novitates, no 2364, p. 1-70 (texte intégral).